# Clematicissus opaca
Clematicissus opaca är en vinväxtart som först beskrevs av F. Müll., och fick sitt nu gällande namn av Jackes och Rossetto. Clematicissus opaca ingår i släktet Clematicissus och familjen vinväxter. Inga underarter finns listade i Catalogue of Life.